# Convento francescano di Capaccio
Il convento francescano di Capaccio è un ex convento ubicato nel comune di Capaccio Paestum in provincia di Salerno. 

## Storia
Il convento fu edificato dai frati carmelitani nel 1500 e da essi utilizzato fino al 1652.
Quasi distrutto dal terremoto del 1682, fu riedificato e affidato ai frati francescani nel 1723. 
Nel 1866 la sua struttura fu utilizzata come casa comunale, carcere e ufficio giudiziario. Fu riaperto e consegnato ai frati francescani nel 1934.
Dopo un periodo di alcuni anni durante i quali non c'è stata la presenza fissa dovuto al diminuito numero di frati stante il drastico calo delle vocazioni  la struttura conventuale  è stata ottimamente gestita dai volenterosi cittadini del Terz'ordine francescano di Capaccio i quali hanno garantito la funzionalità della chiesa e del resto dell'edificio. Durante questo periodo è stata sempre garantita la celebrazione domenicale della liturgia grazie a sacerdoti dell'ordine francescano che si sono recati al convento S. Antonio.
La parte del convento con le ex celle dei frati, dopo opportuna ristrutturazione, viene utilizzata come casa di accoglienza e per ritiri spirituali.
I locali al piano terra, con accesso dalla piazza, furono ristrutturati dalla Fondazione Gian Battista Vico di Vatolla  a seguito di cessione in comodato d'uso per ospitare l'associazione Paestum dei percorsi del  Gran Tour che, a seguito di contenzioso, è ritornato nella disponibilità della Curia Arcivescovile dei Frati Minori che hanno provveduto, unitamente ai cittadini del TOF, a rendere riutilizzabili la sala con affresco  e gli altri locali. Nel chiostro del convento, nel periodo estivo, sono ospitate manifestazioni culturali e mostre fotografiche, di pittura e scultura. Il chiostro è sorretto da colonne di pietre locali e decorato con affreschi che narrano episodi della vita di san Francesco e di sant'Antonio. Anche la chiesa è ornata da affreschi e tele. Le opere pittoriche del chiostro, della chiesa e L'ultima cena nel salone sono del pittore settecentesco Giuseppe Rubini.
Da alcuni mesi la struttura conventuale è stata affidata ed è stabilmente abitata da tre frati minori provenienti dal lontano Brasile ai quali dal 15 febbraio 2019 si è unito un altro confratello proveniente dal Brasile con significativo apprezzamento dei fedeli locali che sono rimasti devoti all'ordine francescano e al convento nella cui chiesa vi è un antico organo a canne a due tastiere e con pregiato suono grazie sempre ai fedeli che con le loro offerte hanno permesso la manutenzione del prezioso strumento sul quale si sono esibiti illustri organisti nei concerti che vengono organizzati nel corso dell'anno.  

### Cronologia
- 1652  A Capaccio sono soppressi i conventi degli agostiniani e dei carmelitani. Abbandonato il convento dei Carmelitani, resta solo la chiesa che poi viene abbattuta. S'inizia a costruire nello stesso luogo una nuova chiesa da dedicare a San Vito.

- 1717 Il comune (universistas) di Capaccio decide di fondare un convento, con il consenso del vescovo Carlo Francesco Giocoli che lo ritiene cosa utile per le 1200 anime del paese.

- 1719 Si tiene un incontro fra il clero secolare della parrocchiale ricettizia San Pietro con i francescani per stabilire delle regole e degli accordi, in quanto tutti i diritti del soppresso convento carmelitano sono passati a San Pietro.

- 1743 È la data annotata sulla lapide ubicata a sinistra dell'altare maggiore dell'attuale chiesa. È aperto il convento francescano e la chiesa con la partecipazione del nuovo vescovo di Capaccio Pietro Antonio Raimondi. La chiesa fu costruita a fundamentis.

- 1749 È la data incisa sul pozzo centrale del chiostro settecentesco. La struttura è ultimata. Il comune e le famiglie aiutano per la costruzione, lo sviluppo e il mantenimento del convento.

- 1812 Il convento di Capaccio, pur non ospitando che 12 monaci, non è soppresso perché è utile ai contadini che specialmente in tempi di raccolti ascoltano la messa nella chiesa del convento.

- 1823 L'edificio religioso diventa un importante punto di riferimento del paese, tant'è che i capaccesi nel 1848 aspettavano Costabile Carducci proprio davanti al convento.

- 1902 I francescani lasciano il convento. Fino al 1933 la struttura viene usata dal comune come sede municipale, come caserma dei carabinieri, come asilo infantile e come pretura e carceri.

- 1933 Ritornano a Capaccio i francescani e il convento diviene un centro di formazione, di vita e di cultura per diverse generazioni.

- 1999 I francescani lasciano di nuovo il convento, questa volta ai frati dell'Immacolata che vi restano per un anno.

Oggi la chiesa è gestita dall'ordine francescano secolare e il convento è utilizzato come casa di ospitalità